# Dainhat
Dainhat è una suddivisione dell'India, classificata come municipality, di 22.593 abitanti, situata nel distretto di Bardhaman, nello stato federato del Bengala Occidentale. In base al numero di abitanti la città rientra nella classe III (da 20.000 a 49.999 persone).

## Geografia fisica
La città è situata a 24° 37' 40 N e 88° 01' 06 E.

## Società

### Evoluzione demografica
Al censimento del 2001 la popolazione di Dainhat assommava a 22.593 persone, delle quali 11.461 maschi e 11.132 femmine. I bambini di età inferiore o uguale ai sei anni assommavano a 2.785, dei quali 1.354 maschi e 1.431 femmine. Infine, coloro che erano in grado di saper almeno leggere e scrivere erano 14.854, dei quali 8.291 maschi e 6.563 femmine.